# Relações entre Índia e Nicarágua
As relações entre a Índia e a Nicarágua referem-se às relações internacionais que existem entre a República da Índia e a República da Nicarágua. As relações limitaram-se ao diálogo sobre o sistema de integração centro-americano e às visitas de ministros nicaraguenses à Índia. A Índia tem um Cônsul Geral Honorário na Nicarágua, simultaneamente credenciado junto à Embaixada da Índia na Cidade do Panamá, e a Nicarágua tinha uma Embaixada na Índia. Ela foi reduzida a um consulado geral honorário em Nova Deli.

## História
O Presidente do Parlamento indiano, Shivraj Patil, fez uma visita oficial à Nicarágua durante uma manifestação da União Interparlamentar em 1987 e o então Ministro do Trabalho e Assuntos Sociais, Ram Vilas Paswan, compareceu na posse da presidente Violeta Chamorro em abril de 1990. Do lado da Nicarágua, vários ministros de alto nível participaram de muitas cúpulas organizadas pela Índia e até mesmo pelo Ministro das Relações Exteriores, Samuel Santos López, que  viajou à Índia em 2008 para reunião de chanceleres do Sistema de Integração Centro-americana (Sistema de la Integración Centroamericana - SICA) e em 2013 para conversas de alto nível com o então chanceler, Salman Khurshid, que também ajudou a aumentar o comércio com os dois países e a abrir caminho para que empresários indianos investissem no projeto do Canal da Nicarágua.

## Comércio
O comércio bilateral entre os dois países para 2012-2013 somou 60,12 milhões de dólares, com a Índia exportando algodão, automóveis e acessórios, ferro e aço, borracha e produtos de borracha e produtos farmacêuticos, enquanto as exportações da Nicarágua consistem em peles e couro, madeira e artigos de madeira, peles em estado  bruto, etc. A Índia também doou equipamentos cirúrgicos e medicamentos, nos valores de 4.500 dólares em 1998 e 10.000 dólares em 2001, para ajudar este país assolado pela seca. Muitas indústrias e empresas indianas estabeleceram relações com empresas nicaraguenses como a Praj Industries de Pune, que estabeleceu uma planta de produção de etanol para a Nicaragua Sugar Estates Limited, Bajaj Industries que vende anualmente um grande número de táxis automotivos três rodas no local e o Jeep Mahindra que é vendido com a ajuda do Grupo Pellas da Nicarágua, o maior grupo comercial do país. O Diretor-Superintendente da Empresa Nacional de Transmissão de Eletricidade (Enatrel), Salvador Mansell, pediu à Índia, como parte da delegação do governo da Nicarágua, um empréstimo de 57 milhões de dólares para a construção de três empreendimentos de eletricidade no país, duas subestações de energia e uma linha de transmissão de 138 quilowatts.